# Stenosphenus maccartyi
Stenosphenus maccartyi là một loài bọ cánh cứng trong họ Cerambycidae.